# Harvey Elliott
Harvey Daniel James Elliott (Chertsey, 4 aprile 2003) è un calciatore inglese, centrocampista o attaccante del Liverpool.

## Caratteristiche tecniche
È un esterno offensivo destro di piede sinistro, tecnico e molto veloce anche in fase di gestione palla negli spazi stretti. Molto abile nei lanci lunghi e nel servire assist, è dotato di un tiro secco e preciso, predilige partire largo per poi accentrarsi e provare la conclusione a rete. Non ultimo, è all'occorrenza anche un abile battitore di calci piazzati.

## Carriera

### Club

#### Fulham
Cresciuto nel settore giovanile del Fulham, ha debuttato in prima squadra il 25 settembre 2018 disputando l'incontro di Carabao Cup vinto 3-1 contro il Millwall. Questo ha fatto di lui il più giovane giocatore a debuttare sia per il club londinese sia nella coppa di lega inglese. Il 4 maggio seguente invece è sceso in campo nel match di Premier League perso 1-0 contro il Wolverhampton diventando, all'età di 16 anni e 30 giorni, il più giovane esordiente di sempre nel campionato inglese dopo la riforma del 1992, superando il precedente record di Matthew Briggs (anch'egli militante nel Fulham il giorno del record); il record è stato battuto successivamente da Ethan Nwaneri (15 anni e 181 giorni) nel 2022. Chiude la sua prima stagione fra i professionisti con 3 presenze e la retrocessione del club in Championship.

#### Liverpool
Il 28 luglio 2019 è stato acquistato a titolo definitivo dal Liverpool, giocando il giorno stesso un'amichevole contro il Napoli. L'esordio ufficiale con i Reds è avvenuto il 25 settembre seguente, nell'incontro di Carabao Cup vinto 2-0 contro il MK Dons, facendo di lui il secondo più giovane esordiente nella storia del Liverpool ed il più giovane a partire da titolare.

#### Blackburn
Il 16 ottobre 2020 viene ceduto in prestito al Blackburn Rovers. Debutta con la nuova squadra cinque giorni dopo, in occasione della sesta giornata di Championship nella sconfitta esterna per 3-1 contro il Watford. Nella partita successiva mette a segno la sua prima rete nei professionisti, fornendo anche un assist, nella vittoria per 4-0 contro il Coventry City. Termina la sua annata in prestito collezionando 42 presenze e mettendo a segno 7 reti.

#### Ritorno a Liverpool

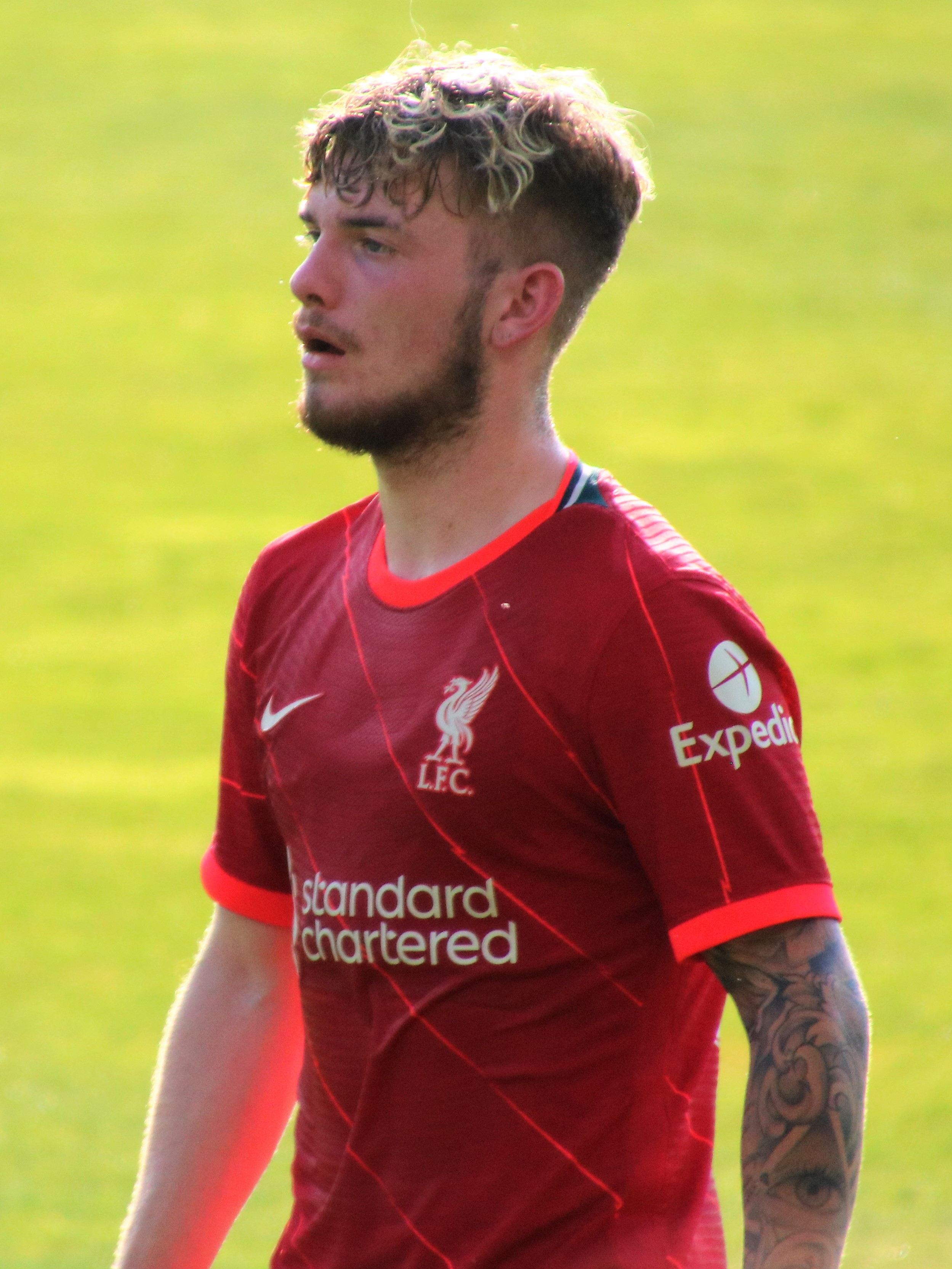
Harvey Elliott con il nel 2021.

Terminato il prestito al Blackburn fa ritorno al Liverpool. Questa volta viene promosso in pianta stabile in prima squadra dall'allenatore Jürgen Klopp. A settembre 2021, però, si infortunia gravemente alla caviglia, tenendolo fermo per gran parte della stagione. Nonostante ciò, il 6 febbraio 2022 segna la sua prima rete con la maglia dei Reds nel quarto turno di FA Cup vinto per 3-1 contro il Cardiff. Il 16 febbraio seguente fa il suo esordio in Champions League negli ottavi di finale d'andata contro l'Inter, vinto per 2-0. Il 27 febbraio seguente, subentra nella finale di EFL Cup contro il Chelsea segnando poi nella sequenza di rigori vinta, portandosi a casa il titolo. Chiude la stagione con 11 presenze ed una rete.
Nella stagione seguente trova molto più spazio nella rosa. Il 27 agosto 2022 segna la sua prima rete in Premier League ad Anfield nella vittoria per 9-0 contro il Bournemouth. Il 12 ottobre seguente segna la sua prima rete in Champions League nella vittoria esterna per 7-1 contro i Rangers. Chiude la stagione con 46 presenze e 5 reti.
Anche la stagione sportiva 2024/2025, complice un ennesimo infortunio alla caviglia che lo tiene fuori dal terreno di gioco da Settembre a Novembre, vede Elliott impiegato principalmente come subentrante anche se ciò non impedisce al ragazzo di confezionare 28 presenze tra tutte le competizioni di club e 5 reti, tra cui quella più prestigiosa che consente al Liverpool di imporsi in terra transalpina al "Parco dei Principi" in casa del Psg in Champions League, che al ritorno estrometterà tuttavia dalla competizione i Reds.

### Nazionale
Nel 2018 fa il suo esordio nelle nazionali giovanili, con la Nazionale Under-15 con la quale colleziona 2 presenze mettendo a segno tre reti. Nello stesso anno disputa una gara con la Nazionale Under-16. Sempre nel 2018 esordisce con la Nazionale Under-17 con la quale disputa 8 partite segnando tre reti.
Il 25 marzo 2022 fa il suo debutto con la nazionale Under-21 nella sfida casalinga vinta per 4-1 contro l'Nazionale Under-21 di Andorra, sfida valida per le qualificazioni al Campionato europeo Under-21. Segna la sua prima rete durante il torneo, il 28 giugno 2023, nella terza giornata della fase a gironi contro la Germania. Subentra anche nella finale del torneo, vinta per 1-0 contro la Spagna, vincendo il suo primo trofeo internazionale.
Nel 2025 partecipa agli Europei Under-21 dove, in seguito alle sue roboanti prestazioni, si aggiudica il premio di miglior giocatore della competizione e contribuisce in modo assai significativo alla vittoria della rassegna continentale di categoria della sua nazionale.

## Statistiche

### Presenze e reti nei club
Statistiche aggiornate al 16 agosto 2025.
| Stagione         | Squadra          | Campionato       | Campionato | Campionato | Coppe nazionali | Coppe nazionali | Coppe nazionali | Coppe continentali | Coppe continentali | Coppe continentali | Altre coppe | Altre coppe | Altre coppe | Totale | Totale | Totale |
| Stagione         | Squadra          | Comp             | Pres       | Reti       | Comp            | Pres            | Reti            | Comp               | Pres               | Reti               | Comp        | Pres        | Reti        | Pres   | Reti   |        |
| ---------------- | ---------------- | ---------------- | ---------- | ---------- | --------------- | --------------- | --------------- | ------------------ | ------------------ | ------------------ | ----------- | ----------- | ----------- | ------ | ------ | ------ |
| 2018-2019        | Fulham           | PL               | 2          | 0          | FACup+CdL       | 0+1             | 0               |                    | -                  | -                  | -           | -           | -           | 3      | 0      |        |
| 2019-2020        | Liverpool        | PL               | 2          | 0          | FACup+CdL       | 3+3             | 0               | UCL                | 0                  | 0                  | CS+SU+Cmc   | 0           | 0           | 8      | 0      |        |
| set. 2021        | Liverpool        | PL               | 0          | 0          | FACup+CdL       | 0+1             | 0               | UCL                | 0                  | 0                  | -           | -           | -           | 1      | 0      |        |
| set. 2020-2021   | Blackburn Rovers | FLC              | 41         | 7          | FACup+CdL       | 1+0             | 0               | -                  | -                  | -                  | -           | -           | -           | 42     | 7      |        |
| 2021-2022        | Liverpool        | PL               | 6          | 0          | FACup+CdL       | 3+1             | 1+0             | UCL                | 1                  | 0                  | -           | -           | -           | 11     | 1      |        |
| 2022-2023        | Liverpool        | PL               | 32         | 1          | FACup+CdL       | 3+2             | 2+0             | UCL                | 8                  | 2                  | CS          | 1           | 0           | 46     | 5      |        |
| 2023-2024        | Liverpool        | PL               | 34         | 3          | FACup+CdL       | 3+6             | 1+0             | UEL                | 10                 | 0                  | -           | -           | -           | 53     | 4      |        |
| 2024-2025        | Liverpool        | PL               | 18         | 1          | FACup+CdL       | 2+3             | 0+1             | UCL                | 5                  | 3                  | -           | -           | -           | 28     | 5      |        |
| 2025-2026        | Liverpool        | PL               | 0          | 0          | FACup+CdL       | 0+0             | -               | UCL                | 0                  | 0                  | CS          | 1           | 0           | 1      | 0      |        |
| Totale Liverpool | Totale Liverpool | Totale Liverpool | 92         | 5          |                 | 30              | 5               |                    | 24                 | 5                  |             | 2           | 0           | 148    | 15     |        |
| Totale carriera  | Totale carriera  | Totale carriera  | 135        | 12         |                 | 32              | 5               |                    | 24                 | 5                  |             | 2           | 0           | 193    | 22     |        |

### Cronologia presenze e reti in nazionale
| Cronologia completa delle presenze e delle reti in nazionale ― Inghilterra under 21 | Cronologia completa delle presenze e delle reti in nazionale ― Inghilterra under 21 | Cronologia completa delle presenze e delle reti in nazionale ― Inghilterra under 21 | Cronologia completa delle presenze e delle reti in nazionale ― Inghilterra under 21 | Cronologia completa delle presenze e delle reti in nazionale ― Inghilterra under 21 | Cronologia completa delle presenze e delle reti in nazionale ― Inghilterra under 21 | Cronologia completa delle presenze e delle reti in nazionale ― Inghilterra under 21 | Cronologia completa delle presenze e delle reti in nazionale ― Inghilterra under 21 |
| Data                                                                                | Città                                                                               | In casa                                                                             | Risultato                                                                           | Ospiti                                                                              | Competizione                                                                        | Reti                                                                                | Note                                                                                |
| ----------------------------------------------------------------------------------- | ----------------------------------------------------------------------------------- | ----------------------------------------------------------------------------------- | ----------------------------------------------------------------------------------- | ----------------------------------------------------------------------------------- | ----------------------------------------------------------------------------------- | ----------------------------------------------------------------------------------- | ----------------------------------------------------------------------------------- |
| 25-3-2022                                                                           | Bournemouth                                                                         | Inghilterra under 21                                                                | 4 – 1                                                                               | Andorra under 21                                                                    | Qual. Europeo Under-21 2023                                                         | -                                                                                   |                                                                                     |
| 10-6-2022                                                                           | Pristina                                                                            | Kosovo under 21                                                                     | 0 – 5                                                                               | Inghilterra under 21                                                                | Qual. Europeo Under-21 2023                                                         | -                                                                                   | 72’                                                                                 |
| 13-6-2022                                                                           | Huddersfield                                                                        | Inghilterra under 21                                                                | 1 – 2                                                                               | Slovenia under 21                                                                   | Qual. Europeo Under-21 2023                                                         | -                                                                                   | 61’ 88’                                                                             |
| 22-9-2022                                                                           | Pescara                                                                             | Italia under 21                                                                     | 0 – 2                                                                               | Inghilterra under 21                                                                | Amichevole                                                                          | -                                                                                   | 72’                                                                                 |
| 27-9-2022                                                                           | Sheffield                                                                           | Inghilterra under 21                                                                | 3 – 1                                                                               | Germania under 21                                                                   | Amichevole                                                                          | -                                                                                   | 70’                                                                                 |
| 25-3-2023                                                                           | Leicester                                                                           | Inghilterra under 21                                                                | 4 – 0                                                                               | Francia under 21                                                                    | Amichevole                                                                          | -                                                                                   | 73’                                                                                 |
| 28-3-2023                                                                           | Londra                                                                              | Inghilterra under 21                                                                | 1 – 2                                                                               | Croazia under 21                                                                    | Amichevole                                                                          | -                                                                                   | 67’                                                                                 |
| 10-6-2023                                                                           | Burton-upon-Trent                                                                   | Inghilterra under 21                                                                | 0 – 2                                                                               | Giappone under 22                                                                   | Amichevole                                                                          | -                                                                                   |                                                                                     |
| 22-6-2023                                                                           | Batumi                                                                              | Rep. Ceca under 21                                                                  | 0 – 2                                                                               | Inghilterra under 21                                                                | Europeo Under-21 2023 - 1º turno                                                    | -                                                                                   | 89’                                                                                 |
| 25-6-2023                                                                           | Kutaisi                                                                             | Inghilterra under 21                                                                | 2 – 0                                                                               | Israele under 21                                                                    | Europeo Under-21 2023 - 1º turno                                                    | -                                                                                   | 70’                                                                                 |
| 28-6-2023                                                                           | Batumi                                                                              | Inghilterra under 21                                                                | 2 – 0                                                                               | Germania under 21                                                                   | Europeo Under-21 2023 - 1º turno                                                    | 1                                                                                   |                                                                                     |
| 5-7-2023                                                                            | Tbilisi                                                                             | Israele under 21                                                                    | 0 – 3                                                                               | Inghilterra under 21                                                                | Europeo Under-21 2023 - Semifinale                                                  | -                                                                                   | 74’                                                                                 |
| 8-7-2023                                                                            | Batumi                                                                              | Inghilterra under 21                                                                | 1 – 0                                                                               | Spagna under 21                                                                     | Europeo Under-21 2023 - Finale                                                      | -                                                                                   | 83’                                                                                 |
| 11-9-2023                                                                           | Oberkorn                                                                            | Lussemburgo under 21                                                                | 0 – 3                                                                               | Inghilterra under 21                                                                | Qual. Europeo Under-21 2025                                                         | -                                                                                   |                                                                                     |
| 12-10-2023                                                                          | West Bridgford                                                                      | Inghilterra under 21                                                                | 9 – 1                                                                               | Serbia under 21                                                                     | Qual. Europeo Under-21 2025                                                         | 2                                                                                   |                                                                                     |
| 16-10-2023                                                                          | Košice                                                                              | Ucraina under 21                                                                    | 3 – 2                                                                               | Inghilterra under 21                                                                | Qual. Europeo Under-21 2025                                                         | -                                                                                   | Cap.                                                                                |
| 18-11-2023                                                                          | Bačka Topola                                                                        | Serbia under 21                                                                     | 0 – 3                                                                               | Inghilterra under 21                                                                | Qual. Europeo Under-21 2025                                                         | 1                                                                                   |                                                                                     |
| 21-11-2023                                                                          | West Bridgford                                                                      | Inghilterra under 21                                                                | 3 – 0                                                                               | Irlanda del Nord under 21                                                           | Qual. Europeo Under-21 2025                                                         | 2                                                                                   |                                                                                     |
| 22-3-2024                                                                           | Baku                                                                                | Azerbaigian under 21                                                                | 1 – 5                                                                               | Inghilterra under 21                                                                | Qual. Europeo Under-21 2025                                                         | 2                                                                                   | 42’ 74’                                                                             |
| 26-3-2024                                                                           | Bolton                                                                              | Inghilterra under 21                                                                | 7 – 0                                                                               | Lussemburgo under 21                                                                | Qual. Europeo Under-21 2025                                                         | -                                                                                   |                                                                                     |
| 21-3-2025                                                                           | Lorient                                                                             | Francia under 21                                                                    | 5 – 3                                                                               | Inghilterra under 21                                                                | Amichevole                                                                          | 1                                                                                   | 78’                                                                                 |
| 24-3-2025                                                                           | West Bromwich                                                                       | Inghilterra under 21                                                                | 4 – 2                                                                               | Portogallo under 21                                                                 | Amichevole                                                                          | -                                                                                   | 61’                                                                                 |
| 12-6-2025                                                                           | Dunajská Streda                                                                     | Rep. Ceca under 21                                                                  | 1 – 3                                                                               | Inghilterra under 21                                                                | Europeo Under-21 2025 - 1º turno                                                    | 1                                                                                   |                                                                                     |
| 15-6-2025                                                                           | Nitra                                                                               | Inghilterra under 21                                                                | 0 – 0                                                                               | Slovenia under 21                                                                   | Europeo Under-21 2025 - 1º turno                                                    | -                                                                                   | 8’                                                                                  |
| 18-6-2025                                                                           | Nitra                                                                               | Inghilterra under 21                                                                | 1 – 2                                                                               | Germania under 21                                                                   | Europeo Under-21 2025 - 1º turno                                                    | -                                                                                   | Cap. 46’                                                                            |
| 21-6-2025                                                                           | Trnava                                                                              | Spagna under 21                                                                     | 1 – 3                                                                               | Inghilterra under 21                                                                | Europeo Under-21 2025 - Quarti di finale                                            | 1                                                                                   | 71’                                                                                 |
| 25-6-2025                                                                           | Bratislava                                                                          | Inghilterra under 21                                                                | 2 – 1                                                                               | Paesi Bassi under 21                                                                | Europeo Under-21 2025 - Semifinale                                                  | 2                                                                                   | 90+1’                                                                               |
| 28-6-2025                                                                           | Bratislava                                                                          | Inghilterra under 21                                                                | 3 – 2 dts                                                                           | Germania under 21                                                                   | Europeo Under-21 2025 - Finale                                                      | 1                                                                                   | 91’                                                                                 |
| Totale                                                                              |                                                                                     | Presenze                                                                            | 28                                                                                  |                                                                                     | Reti                                                                                | 14                                                                                  |                                                                                     |

### Record
- Calciatore più giovane (15 anni e 174 giorni) ad aver esordito in Coppa di Lega inglese.[2]

## Palmarès

### Club

#### Competizioni nazionali
- Campionato inglese: 2

Liverpool: 2019-2020, 2024-2025
- Coppa d'Inghilterra: 1

Liverpool: 2021-2022
- Coppa di Lega inglese: 2

Liverpool: 2021-2022, 2023-2024
- Community Shield: 1

Liverpool: 2022

#### Competizioni internazionali
- Supercoppa UEFA: 1

Liverpool: 2019
- Coppa del mondo per club: 1

Liverpool: 2019

### Nazionale
- Campionato d'Europa Under-21: 2

Romania-Georgia 2023, Slovacchia 2025

### Individuale
- Miglior giocatore dell'Europeo Under-21: 1

Slovacchia 2025